# Konklave 1572
Das Konklave 1572 fand nach dem Tod von Pius V. statt. Es wurde Ugo Boncompagni, welcher sich den Namen Gregor XIII. gab, zum 226. Papst der römisch-katholischen Kirche gewählt.
Papst Pius V. starb am 1. Mai 1572 im Alter von 68 Jahren. Er wurde als einziger Papst zwischen Coelestin V. (1294) und Pius X. (1903–1914) heiliggesprochen.

## Kardinalskollegium
Das Kardinalskollegium umfasste zu Konklavebeginn 66 Mitglieder. Diese stammten aus den Pontifikaten folgender Päpste:
- Pius V.: 18 Kardinäle
- Pius IV.: 29 Kardinäle
- Paul IV.: 1 Kardinal
- Julius III.: 6 Kardinäle
- Paul III.: 12 Kardinäle

### Teilnehmende Kardinäle
53 der 66 Kardinäle nahmen an der Wahl teil.
- Giovanni Girolamo Morone (kreiert zum Kardinal am 2. Juni 1542) – Kardinalbischof von Ostia e Velletri; Kardinaldekan; Kardinalprotektor von Österreich; Kardinalprotektor des Ordens der Zisterzienser; Kardinalprotektor der äthiopisch-katholischen Kirche
- Cristoforo Madruzzo (2. Juni 1542) – Kardinalbischof von Porto e Santa Rufina; Kardinalsubdekan; Bischof von Brixen; Legat in Gualdo; Gouverneur von Spoleto
- Otto Truchsess von Waldburg (19. Dezember 1544) – Kardinalbischof von Palestrina; Bischof von Augsburg; Kardinalprotektor von Deutschland
- Alessandro Farnese (18. Dezember 1534) – Kardinalbischof von Frascati; commendatario von S. Lorenzo in Damaso; Erzpriester des Petersdom; Apostolische Kanzlei; Erzbischof von Monreale; Kardinalprotektor des Königreichs Polen und des Königreichs Sizilien; Kardinalprotektor der Republik Genua und der Republik Ragusa; Kardinalprotektor der Benediktiner und der Serviten
- Giulio Feltre della Rovere (27. Juni 1547) – Kardinalbischof von Sabina; Erzbischof von Ravenna; Gouverneur von Loreto; Kardinalprotektor der Kapuziner
- Giovanni Ricci (20. November 1551) – Kardinalbischof von Albano; Erzbischof von Pisa
- Scipione Rebiba (20. Dezember 1555) – Kardinalpriester von S. Maria in Trastevere; Kardinalprotopriester
- Fulvio Giulio della Corgna, O.S.Io.Hieros. (20. November 1551) – Kardinalpriester von S. Adriano; Bischof von Perugia
- Niccolò Caetani (22. Dezember 1536) – Kardinalpriester von S. Eustachio; Erzbischof von Capua; Kardinalprotektor von Schottland
- Ippolito II. d’Este (20. Dezember 1538) – Kardinalpriester von S. Maria Nuova; Kardinalprotektor von Frankreich
- Giacomo Savelli (19. Dezember 1539) – Kardinalpriester von S. Maria in Cosmedin; Kardinalvikar; Administrator von Benevento
- Luigi Cornaro (20. November 1551) – Kardinalpriester von S. Marco; Camerlengo
- Giovanni Antonio Serbelloni (31. Januar 1560) – Kardinalpriester von S. Angelo in Pescheria; Bischof von Novara
- Karl Borromäus (31. Januar 1560) – Kardinalpriester von S. Prassede; Erzbischof von Mailand; Kardinalgroßpönitentiar; Erzpriester der päpstlichen Basilica Liberiana; Kardinalprotektor der Schweiz, der Niederlande und Portugals; Kardinalprotektor des Malteserordens, der Franziskaner, Karmeliten und Barnabiten
- Mark Sittich von Hohenems Altemps (26. Februar 1561) – Kardinalpriester von S. Giorgio in Velabro; Bischof von Konstanz; Erzpriester der Lateranbasilika; Gouverneur von Capranica
- Alfonso Gesualdo (26. Februar 1561) – Kardinalpriester von S. Cecilia; Erzbischof von Conza
- Giovanni Francesco Gambara (26. Februar 1561) – Kardinalpriester von S. Prisca; Bischof von Viterbo
- Stanisław Hozjusz (26. Februar 1561) – Kardinalpriester von S. Clemente; Botschafter von Polen am Heiligen Stuhl; Bischof von Ermland
- Antoine Perrenot de Granvelle (26. Februar 1561) – Kardinalpriester von S. Pietro in Vincoli; Vizekönig von Neapel; Erzbischof von Mechelen
- Ludovico Madruzzo (26. Februar 1561) – Kardinalpriester von S. Onofrio; Bischof von Trient
- Innico d’Avalos d’Aragona O.S.Iacobis (26. Februar 1561) – Kardinalpriester von S. Lorenzo in Lucina; Bischof von Mileto
- Francisco Pacheco de Toledo (26. Februar 1561) – Kardinalpriester von S. Croce in Gerusalemme; Bischof von Burgos; Kardinalprotektor von Spanien
- Girolamo da Correggio (26. Februar 1561) – Kardinalpriester von S. Anastasia; Erzbischof von Tarent
- Marco Antonio Colonna (12. März 1565) – Kardinalpriester von SS. XII Apostoli; Erzbischof von Salerno
- Tolomeo Gallio (12. März 1565) – Kardinalpriester von S. Agata in Suburra; Erzbischof von Manfredonia
- Prospero Santacroce (12. März 1565) – Kardinalpriester von S. Maria degli Angeli; Bischof von Kissamos; Administrator von Arles
- Marcantonio Bobba (12. März 1565) – Kardinalpriester von S. Silvestro in Capite; Bischof von Aosta
- Ugo Buoncompagni (12. März 1565) – Kardinalpriester von S. Sisto; Präfekt der Signatur der Apostolischen Breven
- Alessandro Sforza (12. März 1565) – Kardinalpriester von S. Maria in Via; Bischof von Parma; Legat in Bologna und der Romagna
- Flavio Orsini (12. März 1565) – Kardinalpriester von S. Marcellino e Pietro; Bischof von Spoleto; Administrator von Cosenza
- Francesco Alciati (12. März 1565) – Kardinalpriester von S. Maria in Portico; Präfekt der Kongregation für die Interpretation und Einhaltung des Trienter Konzils; Bischof von Città; Kardinalprotektor von Spanien und Irland; Kardinalprotektor des Ordens der Kartäuser
- Alessandro Crivelli (12. März 1565) – Kardinalpriester von S. Maria in Aracoeli
- Benedetto Lomellini (12. März 1565) – Kardinalpriester von S. Sabina; Bischof von Anagni; Legat in Campagna e Marittima
- Guglielmo Sirleto (12. März 1565) – Kardinalpriester von S. Lorenzo in Panisperna; Bischof von Squillace; Bibliothekar der Heiligen Römischen Kirche
- Gabriele Paleotti (12. März 1565) – Kardinalpriester von SS. Giovanni e Paolo; Erzbischof von Bologna
- Michele Bonelli OP (6. März 1566) – Kardinalpriester von S. Maria sopra Minerva; Generalsuperintendent des Kirchenstaates; Kardinalprotektor der Dominikaner und des Königreichs Ungarn
- Gianpaolo Della Chiesa (24. März 1568) – Kardinalpriester von S. Pancrazio; Präfekt des Tribunals der Apostolischen Signatur der Justiz
- Marcantonio Maffei (17. Mai 1570) – Kardinalpriester von S. Callisto
- Pier Donato Cesi (17. Mai 1570) – Kardinalpriester von S. Vitale
- Charles d’Angennes de Rambouillet (17. Mai 1570) – Kardinalpriester von S. Eufemia; Botschafter Frankreichs am Heiligen Stuhl; Bischof von Le Mans
- Felice Peretti di Montalto OFMConv (17. Mai 1570) – Kardinalpriester von S. Girolamo degli Schiavoni; Bischof von Fermo
- Giovanni Aldobrandini (17. Mai 1570) – Kardinalpriester von S. Simeone; Bischof von Imola
- Girolamo Rusticucci (17. Mai 1570) – Kardinalpriester von S. Susanna; Staatssekretär des Kirchenstaates; Bischof von Senigallia
- Archangelo de’ Bianchi OP (17. Mai 1570) – Kardinalpriester von S. Cesareo in Palatio; Bischof von Teano
- Paolo Burali d’Arezzo CRTheat (17. Mai 1570) – Kardinalpriester von S. Pudenziana; Bischof von Piacenza
- Vincenzo Giustiniani OP (17. Mai 1570) – Kardinalpriester von S. Nicolo fra le Immagini
- Gian Girolamo Albani (17. Mai 1570) – Kardinalpriester von SS. Giovanni a Porta Latina
- Girolamo Simoncelli (22. Dezember 1553) – Kardinaldiakon von SS. Cosma e Damiano; Administrator von Orvieto
- Ludovico d’Este (26. Februar 1561) – Kardinaldiakon von S. Lucia in Silice; Administrator von Auch und Ferrara
- Ferdinando de’ Medici (6. Januar 1563) – Kardinaldiakon von S. Maria in Domnica; Legat in Perugia
- Guido Luca Ferrero (12. März 1565) – Kardinaldiakon von SS. Vito e Modesto; Bischof von Vercelli
- Antonio Carafa (24. März 1568) – Kardinaldiakon von S. Eusebio; Präfekt des Tribunals der Apostolischen Signatur der Gnadenerweise; Kardinalprotektor der Maroniten
- Giulio Acquaviva d’Aragona (17. Mai 1570) – Kardinaldiakon von S. Teodoro

### Abwesende Kardinäle
Dreizehn Kardinäle waren abwesend:
- Georges d’Armagnac (19. Dezember 1544) – Kardinalpriester von S. Nicola in Carcere Tulliano; Administrator von Toulouse; Co-Legat in Avignon; Königlicher Gouverneur der Languedoc
- Heinrich I. Portugal (16. Dezember 1545) – Kardinalpriester von SS. IV Coronati; Generalinquisitor von Portugal; Legat a latere in Portugal; Regent des Königreichs Portugal
- Charles de Lorraine-Guise (27. Juli 1547) – Kardinalpriester von S. Apollinare; Erzbischof von Reims
- Charles I de Bourbon-Vandôme (8. Januar 1548) – Kardinalpriester von S. Crisogono; Erzbischof von Rouen; Administrator von Beauvais; Legat in Avignon
- Louis de Lorraine de Guise (22. Dezember 1553) – Kardinalpriester von S. Tommaso in Parione; Bischof von Metz
- Zaccaria Delfino (12. März 1565) – Kardinalpriester von S. Maria in Aquiro; Bischof von Hvar
- Diego de Espinosa (March 24, 1568) – Kardinalpriester von S. Stefano al Monte Celio; Bischof von Sigüenza; Großinquisitor von Spanien
- Gaspar Cervantes de Gaeta (17. Mai 1570) – Kardinalpriester von S. Balbina; Erzbischof von Tarragona
- Giulio Antonio Santorio (17. Mai 1570) – Kardinalpriester von S. Bartolomeo all’Isola; Erzbischof von Santa Severina
- Nicolas de Pellevé (17. Mai 1570) – Kardinalpriester (ohne Titelkirche); Erzbischof von Sens
- Innocenzo del Monte (30. Mai 1550) – Kardinaldiakon von S. Maria in Via Lata; Kardinalprotodiakon
- Antoine de Créquy (12. März 1565) – Kardinaldiakon von S. Trifonio; Bischof von Amiens
- Giovanni Francesco Commendone (12. März 1565) – Kardinaldiakon von S. Ciriaco alle Terme

## Verlauf

### Die Gruppierungen der Kardinäle
Das Kardinalskollegium war in mehrere Fraktionen eingeteilt. Die meisten Kreierungen fanden durch Papst Pius IV. statt und folgenden der Führung durch Karl Borromäus und Marcus Sitticus von Hohenems. Michele Bonelli, Großneffe von Pius V., war Führer der von Pius V. ernannten Kardinäle. Alessandro Farnese war immer noch sehr einflussreich, nicht nur unter den Kreierungen seines Großvaters Paul III. Die Interessen des Großherzogtums Toskana wurden von Kardinal Alessandro de’ Medici, dem Sohn des Großherzogs Cosimo I. de’ Medici, vertreten. Während Philipp II. von Spanien durch Pacheco und Granvelle. Kardinal Rambouillet war der Hauptrepräsentant von Karl IX. von Frankreich.

### Anwärter auf das Papstamt
Die Kardinäle Farnese, Savelli, Correggio, Ricci und Boncompagni galten als papabili. Farnese war derjenige, der seine Kandidatur am meisten vorantrieb, hatte aber auch die größte Opposition. Sein Hauptgegner war Kardinal Medici wegen der Rivalität zwischen den Medici (Großherzogtum Toskana) und den Farnese (Herzogtum Parma) in Oberitalien. Auch König Philipp II. war gegen Farnese, weil er Konflikte in Italien erwartete. Für den strengen Karl Borromäus war der weltliche Farnese auch nicht akzeptabel. Es wurde aufgrund dieser Ausgangslage ein langes Konklave erwartet.

### Das Konklave
Zweiundfünfzig Kardinäle zogen am 12. Mai in das Konklave ein. Am Abend desselben Tages kam noch Granvelle, Vizekönig von Neapel und offizieller Repräsentant von Philipp II. Seine erste Tat war Alessandro Farnese mitzuteilen, das der König von Spanien seine Wahl nicht akzeptieren würde und er seine Kandidatur zurückziehen solle. Farnese erkannte, dass er bei so einer starken Opposition nicht gewählt werden würde, wollte aber seinen Einfluss auf die Wahl nutzen. Die meisten der Fraktionsführer (Farnese, Bonelli, Granvelle und Borromeo) waren auf der Suche nach einem Kompromisskandidaten und fanden ihn im 70-jährigen Ugo Boncompagni. Der erste Wahlgang fand am 13. Mai um sechs Uhr per Akzess statt, und Ugo Boncompagni erhielt alle Stimmen außer seiner eigenen, welche er Granvelle gab. Er nahm die Wahl an und gab sich zu Ehren Gregors des Großen den Namen Gregor XIII.

### Ergebnis
Das Volk von Rom war von der schnellen Wahl überrascht und begrüßte den Papst freundlich, da er weder besonders religiös noch ein „Theatiner“ war, wie es befürchtet worden war. Am 25. Mai wurde Gregor XIII. feierlich von Kardinalprotodiakon Innocenzo Ciocchi del Monte gekrönt.